# Hylaeus cyaneomicans
Hylaeus cyaneomicans is een vliesvleugelig insect uit de familie Colletidae. De wetenschappelijke naam van de soort is voor het eerst geldig gepubliceerd in 1910 door Cockerell.